# Cambefortantus
Cambefortantus là một chi bọ cánh cứng thuộc họ Scarabaeidae.